# Комбінаторна теорія груп
Комбінаторна теорія груп — розділ теорії груп, що вивчає групи з точки зору їх задань породжувальними та співвідношеннями.

## Історія

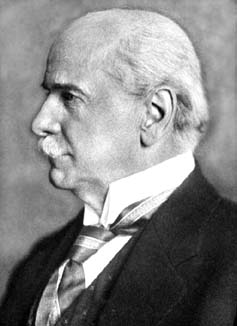
Вальтер фон Дік, засновник комбінаторної теорії груп

Витоки комбінаторної теорії груп сягають робіт Шварца, Кляйна, Фукса, Пуанкаре і Шотткі кінця XIX століття, у яких групи виникали як дискретні групи геометричних перетворень. Тут задання групи породжувальними та співвідношеннями (чи копредставлення) природно визначається вибором фундаментальної області дії. Можна сказати, що саме необхідність розв'язання конкретних та важливих задач геометричної топології започаткувала систематичне вивчення груп, заданих породжувальними та співвідношеннями.

### Внесок фон Діка
Вирішальну роль у становленні комбінаторної теорії груп зіграла праця Вальтера фон Діка, учня Кляйна, опублікована 1882 року. У ній він побудував вільні групи, і навіть показав, що довільну групу можна отримати з відповідної вільної групи, зазначивши деякі визначальні співвідношення. Доведення Діка не задовольняють нинішнім вимогам строгості, хоча цілком переконливі та супроводжуються ясними геометричними мотивуваннями. Акуратне доведення другого результату Діка в загальному формулюванні дав де Сег'є в його монографії 1904 року. Нині цей результат тлумачать як окремий випадок однієї з теорем про ізоморфізм і іноді називають теоремою фон Діка.

### Внесок Тітце
Наступним важливим етапом є праця Генріха Тітце 1908 року, заснована на відкритті Пуанкаре в 1895 році поняття фундаментальної групи топологічного простору. У своїй праці Тітце встановлює, що фундаментальна група є топологічним інваріантом. Для цього він доводить, що два скінченні задання довільної групи можна перевести одне в інше, застосувавши скінченне число деяких перетворень, відомих як перетворення Тітце. Крім того, він показує, що фундаментальна група характеризує простір більшою мірою, ніж усі раніше відомі інваріанти (такі, як перші числа Бетті та числа кручення), разом узяті. Разом з тим, у обчислювальному аспекті Тітце підкреслює вагому різницю цього інваріанту в порівнянні з іншими: розпізнавання ізоморфності груп, заданих різними копредставленнями, набагато складніше, ніж, скажімо, розпізнавання рівності чисел.

### Внесок Дена
Віддавши належне Тітце, можна впевнено сказати, що заслуга розвитку комбінаторної теорії груп належить насамперед Максу Дену. Його роботи 1910-х років поглиблюють і продовжують роботу Тітце. Як і Тітце, спонукальною причиною для своїх досліджень Ден називає відкриття Пуанкаре фундаментальної групи.
Ден сформулював три загальні алгоритмічні питання про групи, задані породжувальними та співвідношеннями, які отримали назву фундаментальні проблеми Дена: проблема тотожності, проблема спряженості і проблема ізоморфізму. Використовуючи геометричні методи, він знайшов суто алгебричне розв'язання проблем тотожності і спряженості для стандартних представлень фундаментальних груп орієнтованих компактних поверхонь. Його підхід, також відомий як алгоритм Дена, застосовний до дуже широких класів груп і відіграє нині важливу роль як у комбінаторній, так і в геометричній теорії груп.
Ден також запропонував побудову графа, який отримав назву граф Келі групи, витоки якої є вже в праці Кейлі 1878 року. Різниця в підходах Кейлі й Дена полягає в тому, що Кейлі будує групи, виходячи з «кольорових» графів, а Ден будує графи за представленням груп. Ці графи адекватно відбивають будову групи і застосовуються, наприклад, у теорії Басса — Серра груп, що діють на деревах.